# 韓國綜合貿易中心
韓國綜合貿易中心（：／）簡稱KWTC，是以國際會議暨展示中心為中心所組成的辦公大樓園區。

## 历史
KWTC位於大韓民國首爾特別市江南區三成洞德黑蘭路。其中「綜合貿易大樓」建成於1988年，標高228公尺，為南韓高樓層大樓之一。

## 園區機構
- 國際會議暨展示中心
- 韓國綜合貿易大樓
- COEX購物中心、泡菜博物館[1]
- COEX水族館
- ASEM Tower塔
- COEX美術館[2]
- COEX洲際酒店
- 韓國都心空港塔
- 韓國都心空港
- 現代百貨店